# Јасна Госпић
Јасна Госпић (Сарајево, 5. август 1961) је босанскохерцеговачка певачица поп музике.

## Биографија
Певачку каријеру почела је као шеснаестогодишњакиња у групи Плима, коју је основао њен брат Зоран Госпић, где су је запазили чланови групе Амбасадори. Након одласка Исмете Дервоз Крвавац из групе, Амбасадори је ангажују као нови вокал групе и већ на фестивалу Ваш шлагер сезоне, Сарајево 1977. песмом Дођи у пет до пет доживљава велики успех, а песма се слуша и данас. Редају се хитови Вољела бих да си ту, Имам један страшан план, Не тражи ме и многе друге. Након ње у групу Амбасадори, као вокал, долази Хајрудин Хари Варешановић.
1979. године напушта групу Амбасадори и почиње солистичку каријеру. Учествује на скоро свим фестивалима ондашње Југославије, а највећи успех постиже на Сплитском фестивалу 1985. године са песмом Зар је вољети гријех.
Музици се враћа 2005. године. 
2017. године одржава концерт у Дому младих у Сарајеву, а 2018. године у Комбанк дворани у Београду, поводом обележавања четрдесет година музичке каријере.
Поводом отварања Требевићке жичаре 2018. године, музичари из некадашње групе Амбасадори су жичари посветили песму Требевић опет силази у град, где су се по први пут у песми састала сва четири бивша вокала групе: Здравко Чолић, Исмете Дервоз Крвавац, Јасна Госпић и Хајрудин Хари Варешановић.
Од 1992. године, са супругом Дејаном Спаравалом и децом, живи и ради у Прагу заступајући светске модне брендове у Чешкој.

## Фестивали
Ваш шлагер сезоне, Сарајево:
- Дођи у пет до пет (као вокал групе Амбасадори), '77
- Имам један страшан план (као вокал групе Амбасадори), '78
- Јунаци нових дана, '80
- Сузе сад ништа ми не значе, '83
- Води ме, '87

Опатија:
- Не тражи ме (као вокал групе Амбасадори), '79
- Стрепња (Вече слободне форме - шансоне), '80
- Увијек смо били за љубав, '84
- Љубоморе нема више, '85
- Гледам те први пут (Сањалице цијелог свијета), (дует са Кемалом Монтеном), '86

Сплит:
- Три бијела круга (као вокал групе Амбасадори), '78
- Зар је вољети гријех, '85
- Живот је коцка, '86
- Лаку ноћ, моје једино, '87

Загреб:
- Открићу ти једну важну ствар (као вокал групе Амбасадори), '78
- Требам те, '85
- Не иди, душо, '86
- Поклони ми јастук, '87

Југословенски избор за Евросонг:
- Хула хоп, једанаесто место, Скопље '84
- Ноћ у сузама, '88

МЕСАМ:
- Вјеруј пјесми, '86

Карневал фест, Цавтат:
- Још мало романтике, '87

БиХ избор за Евросонг:
- Чаролија, 2005

Пјесма Медитерана, Будва:
- Романтика, 2005
- Andiamo tutti, 2008

Београдско пролеће:
- Бели град, 2022
- Само ноћ да побиједим, 2024